# Государственный хор Республики Дагестан

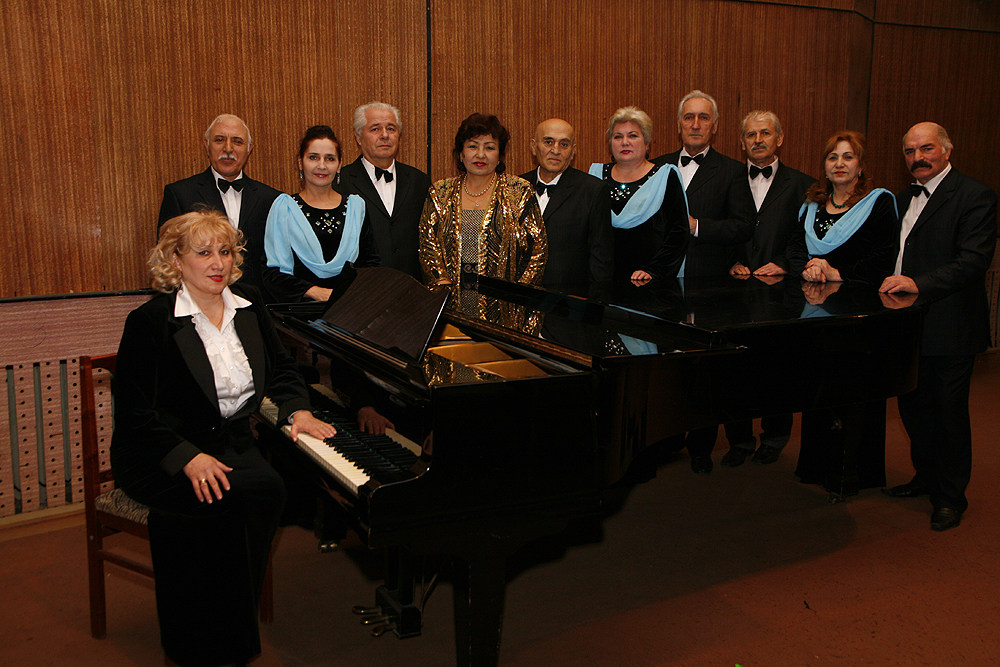

Государственный хор Республики Дагестан — советский и российский музыкальный вокальный коллектив.

## История
Создан в 1938 году в г. Махачкале при Радиокомитете. Официально назывался Хор Даградиокомитета, позднее Хор РГВК «Дагестан»
С 2004 г. получил статус государственного хора при министерстве культуры РД.
Основателем хора явился видный музыкант, певец, композитор, заслуженный деятель искусств Дагестана Татам Алиевич Мурадов. В первые годы становления это был небольшой хоровой коллектив, целью которого было исполнение оригинальных народных песен, обработок несложных произведений, звучащих в эфире, по радио.
Хор Радиокомитета был первым профессиональным хором в республике, пропагандирующим музыку дагестанских композиторов.
После Т.Мурадова в разные годы руководили: И.Савченко, Е.Коломейцева, П.Серебряков. И.Соленко, Л.Васильева, Р.Мизрахи, Ю.Авшалумов, Р.Гаджиев.
В настоящее время хор насчитывает 38 исполнителей.
Хор уникален по своему составу. Здесь поют представители всех народов многонационального Дагестана (аварцы, кумыки, даргинцы, лезгины, цахурцы, лакцы. таты, русские, табасаранцы, азербайджанцы). Сложность состоит в разных манерах исполнения, специфика звуковедения, произношения, диалекта.
В репертуаре хора в настоящее время произведения русских, отечественных, зарубежных, современных композиторов, дагестанских профессиональных, самодеятельных композиторов, обработки дагестанских песен. Сочинения всех жанров: от хоровых миниатюр до хор. концертов, духовная музыка, сцены из опер, кантаты, оратории.
Государственный хор РД участвует в совместных концертах с оркестрами республики: симфоническим, камерным оркестром дагестанской филармонии, оркестром народных инструментов.
Госхор РД принимает активное участие в республиканских, городских мероприятиях, Респ. хоровых фестивалях, днях города, в декадах культуры Дагестана в Москве и Ленинграде, Сделаны фондовые записи на радио и телевидении.
В 2009 году Госхору Дагестана присуждён грант президента республики Дагестан.
В 2014 г. хор принял участие в церемонии открытия Зимних Паралимпийских игр в г. Сочи.

## Художественный руководитель
С февраля 2008 г. худ. руководителем и дирижером является Людмила Ханжова (1956 г.р.) — засл. деятель искусств РД, засл. деятель ВМО, лауреат Республиканских хоровых фестивалей.